# Varius Manx
Varius Manx ist eine polnische Popband.

## Geschichte
Sie wurde im Jahre 1989 in Łódź von dem Musiker Robert Janson gegründet. Ein Jahr später entstand mit The Beginning ihr erstes Album. Das Debüt bestand ausschließlich aus Instrumentalmusik. 1993 folgte das zweite Album The New Shape, auf dem dann u. a. Robert Janson, Robert Amirian und einige Gastmusiker wie u. a. Edyta Bartosiewicz mit ihrem Gesang zum neuen Album beitrugen.

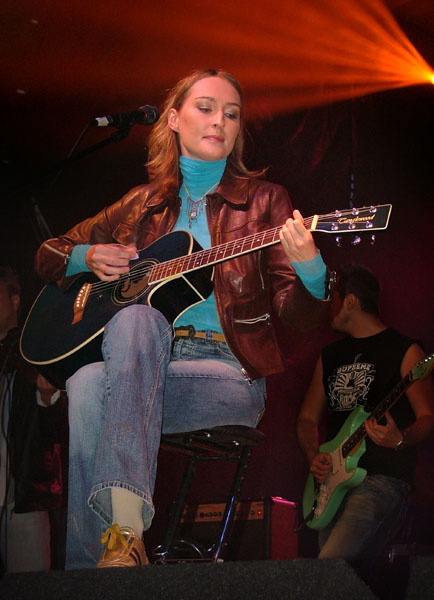
Anita Lipnicka

1994 kam mit dem Album EMU – Kto tu jest Emu? (dt.: ‚Wer ist hier ein Emu?‘) erstmals eine größere Änderung auf. Seitdem hat die Band eine Leadsängerin, Anita Lipnicka, und auch polnischsprachige Lieder im Repertoire. Seitdem erfuhr die Band einige ihrer größten Erfolge. EMU sowie das Nachfolgealbum ELF – Elf, który kradnie serca (dt.: ‚Ein Elfe, der Herzen stiehlt‘) verkauften sich jeweils bis zu 500.000-mal. Im Jahr 1995 erhielt die Band einen Fryderyk für die beste polnische Gruppe des Jahres und es folgte dann noch die Teilnahme an der Produktion eines Soundtracks zum Film Młode wilki, bei dem sie einen Großteil der Lieder beisteuerten, die teilweise vom Album ELF stammten.
1996 waren Varius Manx zu Gast in der Sendung Szansa na sukces (dt.: ‚Eine Chance auf Erfolg‘), einer polnischen Karaokeshow, in der Songs der anwesenden Bands nachgesungen werden. Gewinnerin dieser Folge wurde die damals 19-jährige Kasia Stankiewicz. Sie gefiel der Band so gut, dass sie 1996 nach dem Verlassen der Sängerin Anita Lipnicka, die ein Soloprojekt startete, zur neuen Sängerin von Varius Manx wurde. Mit der neuen Besetzung folgte noch im gleichen Jahr das fünfte Album EGO – Ich ego (dt.: ‚Ihr Ego‘), das an die Erfolge der vorigen Alben anknüpfen konnte. 1997 folgte END – To jeszcze nie Koniec (dt.: ‚Das ist noch nicht das Ende‘) und die Produktion eines zweiten Soundtracks, diesmal zum Film Nocne Graffiti. Danach pausierte die Band und Kasia Stankiewicz produzierte ein eigenes Solo-Album. 2000 entstand zum Anlass des 10-jährigen Bandbestehens das Album Najlepsze z dobrych (dt.: ‚Das Beste vom Guten‘), ein Album mit einigen der beliebtesten Liedern der Band, einigen neu eingesungenen und neu arrangierten Liedern aus vorigen Alben und vier weiteren neuen Songs. 2001 verließ dann auch Kasia Stankiewicz die Band.
Im Mai 2001 wurde Monika Kuszyńska die neue Sängerin. Mit ihr wurden die Alben ETA – Na szczęście jest Eta (dt.: ‚Zum Glück gibt’s Eta‘), ENO – Energetyzujące Nowoczesne Oryginalne und EMI produziert. 2002 gewann Varius Manx mit dem Titel Moje Eldorado in Karlshamn (Schweden) den Grand Prix der Ostseeländer. Zum 15. Jubiläum der Band erschien EMI, das Albumcover wurde über einen Wettbewerb gesucht, an dem bis zu 317 Vorschläge eingereicht wurden. Gewonnen hatte ein Cover mit einer weißen Katze, das auf den Namen der Band anspielt, der so viel heißt wie ‚Katze/Kater ohne Schwanz‘. Die bis dahin neun CDs verkauften sich insgesamt über zwei Millionen Mal.
2005 nahmen Varius Manx am Festival der polnischen Musik in Oppeln mit dem Titel Bezimienna teil. Im Mai 2006 verunglückte die Band während einer Tour in der Nähe der Stadt Milicz (Militsch), wobei Sängerin Monika Kuszyńska und Robert Janson schwer verletzt wurden. Trotz alledem folgten im Juni 2006 die DVD Ona ma siłę (dt.: ‚Sie hat Kraft‘; der Titel ist eine Textpassage aus dem Album EMU) und im Juli die Single Tyle siły mam (dt.: ‚So viel Kraft habe ich‘). Im Musikvideo der Single nahm die Sportlerin Otylia Jędrzejczak den Platz der verunglückten Sängerin ein. Ferner wurde im November 2006 das vor dem Unfall aufgenommene Akustikalbum Varius Manx Symfonicznie – Tyle siły mam veröffentlicht. Danach stellte die Band alle Aktivitäten ein. 2010 trennten sich Varius Manx und die Sängern Monika Kuszyńska, die durch den Unfall bleibende Schäden davontrug. 2010 folgte Anna Józefina Lubieniecka als Sängerin auf Monika Kuszyńska und die Arbeit der Band wurde wieder aufgenommen. 2011 wurde das Album ELI veröffentlicht, an dem sich auch Anita Lipnicka als Songwriterin beteiligte.
2013 beendete Anna Lubieniecka ihre Aktivität in der Band, um eine Solo-Karriere zu starten. Auf Lubieniecka folgte im Mai 2013 die Sängerin Edi Ann (Edyta Kuczyńska) mit der die Band im Sommer 2013 den Song Mamy teraz siebie (Jetzt haben wir uns) veröffentlichte. Der Song wurde beim Festival der polnischen Musik in Oppeln im Juni 2013 präsentiert und das dazugehörige Musikvideo wurde in der Gründungsstadt der Band Łódź gedreht. Pünktlich zum Valentinstag 2014 veröffentlichte die Band den Song Wierzę w miłość (Ich glaube an (die) Liebe).
2015 kündigte man zunächst an, mit der ehemaligen Leadsängerin Stankiewicz gemeinsam auf Tour zu gehen, jedoch entschloss man sich im weiteren Verlauf dann auch für eine weitere Vertiefung der Zusammenarbeit mit der Sängerin und man produzierte zusammen neues Material. 2016 wurde das Lied Ameryka präsentiert.

## Diskografie

### Alben
- 1990: The Beginning
- 1993: The New Shape
- 1994: EMU (PL: ×4Vierfachplatin )
- 1995: ELF (PL: ×5Fünffachplatin )
- 1996: EGO (PL: ×2Doppelplatin )
- 1997: END (PL: Platin)
- 2000: Najlepsze z dobrych (Best-of-Album)
- 2001: ETA
- 2002: ENO
- 2004: EMI
- 2006: Ona ma siłę (Videoalbum)
- 2006: Tyle siły mam – Akustycznie
- 2011: ELI
- 2018: ENT

### Singles
- 2018: Kot bez ogona (PL: Platin)